# دمج دلالي
الدمج الدلالي يُعرف أيضًا باسم الترميز الأيقوني أو طريقة Minspeak، هو عبارة عن تقنية مبتكرة للاتصال التزايدي والبديل، والتي يتم الدمج من خلالها بين مجموعة من متواليات الرموز (الرموز التصويرية) من أجل الحصول على كلمة أو عبارة ناشئة عن جهاز ترميز صوتي متقدم (AAC) بهدف زيادة معدل الحديث لدى الشخص.

## المفاهيم الأساسية
كان عالم اللغة بروس بيكر هو أول من أنشأ فكرة تسلسل رموز الصور وطورها كنظام ترميز، وحصل على براءة الاختراع لهذه الفكرة تحت اسم "Minspeak". وتختلف مجموعات الرموز التي تستخدم الترميز الأيقوني عن المجموعات الأخرى التي لا تحتوي على تناظر أو تجانس بنظام واحد تلو الآخر بين الرمز ومعناه. إذ تحتوي الرموز، عادة على عدة تفاصيل مختلفة، كما يرتبط كل رمز بمعانٍ متعددة. وعلى سبيل المثال، بفرض وجود رمز مينسبيك (Minspeak) يصور كلبًا يحمل جريدة، فإن هذا الرمز يمكن أن يمثل مجموعة من المفاهيم: كلب، وحيوان أليف، ويجلب/يُحضر، بناء على الرموز الأخرى التي يتم دمجها مع هذا الرمز. وتوفر طريقة مينسبيك وسيلة لترميز اللغة يمكن بموجبها أن تقوم تجميعات معينة من الرموز بإنشاء رسائل معينة. ومن أجل تسهيل استدعاء المفردات اللغوية، يستخدم هذا النظام منظومة قائمة على أساس قاعدة محددة وهي قاعدة ترتيب الصور. فعلى سبيل المثال، تبدأ جميع مفردات الألوان برمز قوس قزح، ويتبعه رمز يوضح اللون المراد ذكره. ويمكن أيضًا أن تُستخدم مفاهيم مينسبيك المختلفة مع مجموعات المفردات المبرمجة سلفًا، والتي يُطلق عليها برامج تطبيق مينسبيك (MAPs)، ويمكن تحديد هذه الرسائل ومجموعات الرموز بواسطة مستخدم جهاز الترميز الصوتي المتقدم (AAC) نفسه إذا كان يرغب في ذلك. وتُستخدم برامج تطبيق مينسبيك كمجموعات مفردات أولية للمبتدئين حتى يتم إجراء التخصيص المشار إليه بواسطة المستخدم لاحقًا. الجدير بالذكر أنه يجب على مستخدمي برامج مينسبيك غير الناطقين أن يكونوا قادرين على عمل ترتيب متعاقب منطقي لمتواليات الصور التي تم ترميزها معًا.
إن برنامج Words Strategy هو أحد برامج مينسبيك التي تستخدم شكلاً أكثر تقدمًا من الترميز الأيقوني، وهو مصمم لمستخدمي الترميز الصوتي المتقدم من المراهقين أو البالغين القادرين على دمج الكلمات في متواليات جمل أكثر تعقيدًا باستخدام متواليات رموز الصور التي تعبر عن قواعد اللغة. ويسمح هذا التطبيق بتوليد ما يزيد عن 2500 كلمة باستخدام صيغة التتابع تلك.
الوحدة أو (Unity) هو برنامج حاسوبي آخر تابع لتقنية مينسبيك، تم تصميمه لتدريس مفاهيم اللغة للأطفال في مرحلة ما قبل المدرسة باستخدام رموز الصور المفردة. في البداية، يتم تدريس المفردات الأساسية لمجموعة من الرموز حتى يتم إضافة متتابعات الرموز تدريجيًا باستخدام مجموعة الرموز لنفس الصورة. ويتميز برنامج Unity بوجود ثلاثة مستويات يمكن التدرج بينها للمراهقين والشباب البالغين. وتستخدم تلك المجموعة من الرموز التصنيف والارتباط من أجل إنشاء متتابعة رموز. على سبيل المثال، مفردة «قطة»؛ يتم تمثيلها عن طريق متتابعة «حمار وحشي + كلب + سرير»؛ إذ تدل كلمة «حمار وحشي» على التسلسل الذي يمثل الحيوان، وكلمة «كلب» تدل على الفئة الفرعية التي تمثل الحيوانات الأليفة، وكلمة «سرير» هي الرمز المرتبط بكلمة «قطة» بما أن القطط تنام في الأَسرة. كما يمكن استخدام العلامات المميزة لجزء من الكلام (Part of Speech Markers) في تلك المجموعة من الرموز، مثل أن المفهوم «ساخن» يتم إنشاؤه بواسطة متتالية تحتوي على رمز ما، وكذلك على العلامة المميزة لجزء من الكلام «صفة».

## القدرة على التعلم
أظهرت عدة دراسات تم إجراؤها على أطفال ذوي نمو متميز من سن 2-5 أعوام، أن إستراتيجيات الدمج الدلالي تشكل تحديًا للأطفال صغار السن حتى يتمكنوا من تعلمها. حيث أظهر الأطفال في عمر أربع وخمس سنوات درجة دقة في إيجاد المفردات من خلال إستراتيجيات الترميز الأيقوني أقل من تلك التي أظهروها مع الطرق الأخرى لترتيب المفردات، مثل ترتيبها من خلال الفئة أو المشهد البصري. وقد اقترح القائمون على تلك الدراسات عدة أسباب محتملة يمكن أن تفسر الصعوبات التي واجهها الأطفال «بما في ذلك احتمال نقص القدرة على فهم الارتباطات الدلالية للرموز، والافتقار إلى المعرفة بالمفاهيم المطلوبة لفهم الارتباطات المتعددة، والمعرفة المحدودة بأجزاء الكلام (تجميعات الأيقونات المتعددة التي تتطلب استخدام العلامات المُمَيزَة للكلام بالنسبة للصفة، وحروف الجر، وصيغة التعجب).» وفي دراسة متابعة تم إجراؤها لاحقًا، وجد أن استخدام أسلوب توقع الأيقونات، والذي يتم من خلاله إبراز الخيارات المتاحة للمجموعة وتسليط الضوء عليها، لم يساعد الأطفال على تحديد مكان المفردات بدقة، ولكن كان هناك بعض الأدلة التي تشير إلى أن استخدام التنبؤ بالأيقونات يمكن أن يعمل على تسهيل إنشاء إستراتيجيات الدمج الدلالي لعناصر المفردات الجديدة.